# Exostrincola simplex
Exostrincola simplex is een eenoogkreeftjessoort uit de familie van de Myicolidae. De wetenschappelijke naam van de soort is voor het eerst geldig gepubliceerd in 1958 door Humes.